# Petrus Franciscus van Cooth
Petrus Franciscus van Cooth (Ravenstein, 19 januari 1819 - 's-Hertogenbosch, 7 juni 1901) was een Nederlands lid van de Gedeputeerde Staten van Noord-Brabant.

## Leven en werk
Van Cooth werd geboren uit het huwelijk van de arts dr. Frederick Theodoor Willem van Cooth en Joanna Francisca van Vechel. Petrus huwde te 's-Hertogenbosch in 1853 Wilhelmina Johanna Maria Suys. Hun enige kind is al op 25 januari 1854 overleden. Zijn vrouw kwam uit een voorname Oisterwijks-Bossche familie, van handelaren en bankiers.
Van Cooth was lid van de Gedeputeerde Staten van 1850 tot 1853 en griffier van de Provinciale Staten van 1853 tot 1886. In 1875 en 1885 was hij tevens bestuurslid van het Provinciaal Genootschap van Kunsten en Wetenschappen in Noord-Brabant. Op 7 juni 1901 stierf hij te 's-Hertogenbosch. Zijn vrouw Wilhelmina was reeds op 24 december 1900 gestorven. Het grootste deel van zijn vermogen van 1,3 miljoen gulden vermaakte hij bij testament aan het openbaar onderwijs in tien Noord-Brabantse en Gelderse gemeenten. Daarnaast kregen enkele kerkbesturen, het Provinciale Genootschap, het Algemene Armbestuur van 's-Hertogenbosch, zijn huispersoneel en de familie een legaat.